# デニス・ミラー・バンカー
デニス・ミラー・バンカー（Dennis Miller Bunker、1861年11月6日 - 1890年12月28日）は、アメリカ合衆国の画家である。フランスで印象派のスタイルを学び、ボストンの美術学校で教えたが、29歳で亡くなった。

## 略歴
ニューヨークで水運会社の重役の息子に生まれた。母方の叔父に挿絵画家のソル・エイティンゲ・ジュニア(Sol Eytinge Jr.)がいる。17歳になった1878年からウィリアム・メリット・チェイス(1849-1916)に学んだ。チェイスはこの頃ヨーロッパでの修行を終えて帰国し、アート・スチューデンツ・リーグ・オブ・ニューヨークで教え始めていた。チェイスの推薦を得て、1881年からパリ国立高等美術学校でジャン＝レオン・ジェロームのもとへ留学しフランスではアメリカ人学生とブルターニュでも活動し、1884年の暮れまで、ヨーロッパに滞在し、ニューヨークに戻った。
1885年にアメリカ芸術家協会(Society of American Artists)の会員になり、ジェームズ・キャロル・ベックウィズの推薦でボストンの私立のカウルズ美術学校(Cowles School of Art)の講師となり、ボストンに住むようになった。バンカーは1889年まで美術学校で教えた。ボストンでは肖像画も描いた。
バンカーは1886年に美術品収集家となり、美術館を創立するイザベラ・スチュワート・ガードナー(1840-1924)と知り合い、交流し、支援を受けた。ウィリアム・マクレガー・パクストン(William McGregor Paxton: 1869-1941) といった画家に影響を与えたとされる。
1890年に、ボストンで初めて印象派の風景画の展示会を開いた。メトロポリタン美術館でウィリアム・メリット・チェイスの後任として教えるというオファーを受け、その冬に引き継ぐ予定だった。6月にニューハンプシャー州のコーニッシュの芸術家村を訪れるなどした。10月2日にボストンで結婚式を挙げ、夫婦でニューヨークに移った。妻の家でクリスマスを祝うためにボストンに戻った時、病気になり12月28日に急死した。29歳であった。

## 作品

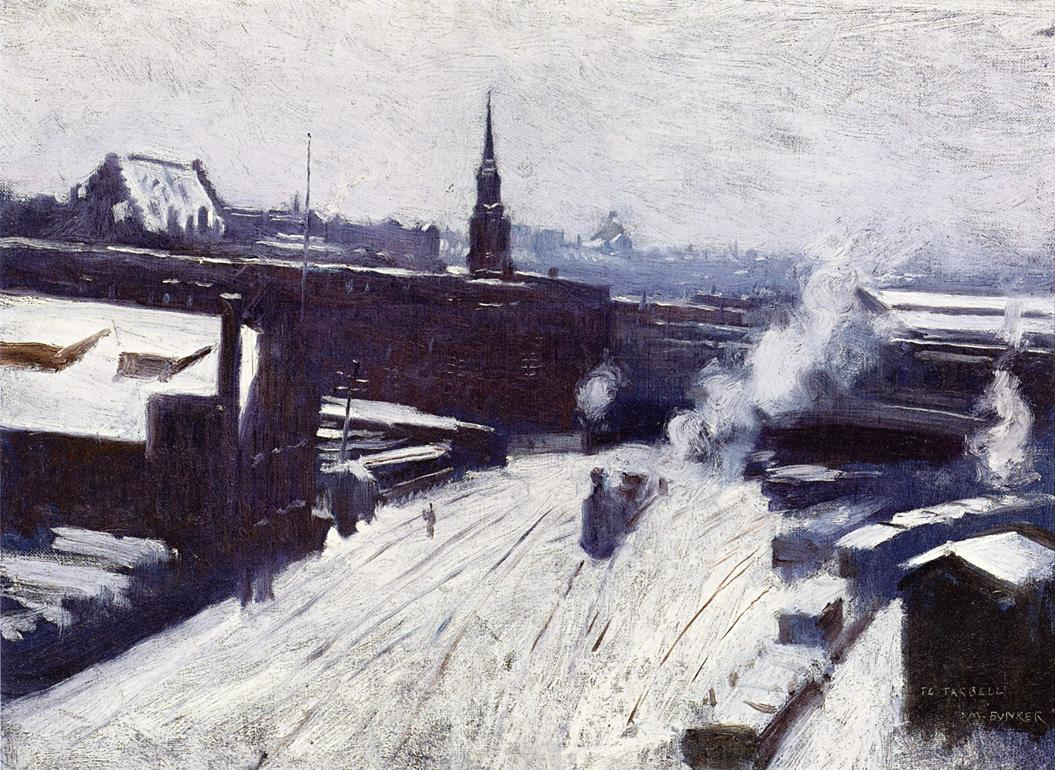
駅 (1886/1889)
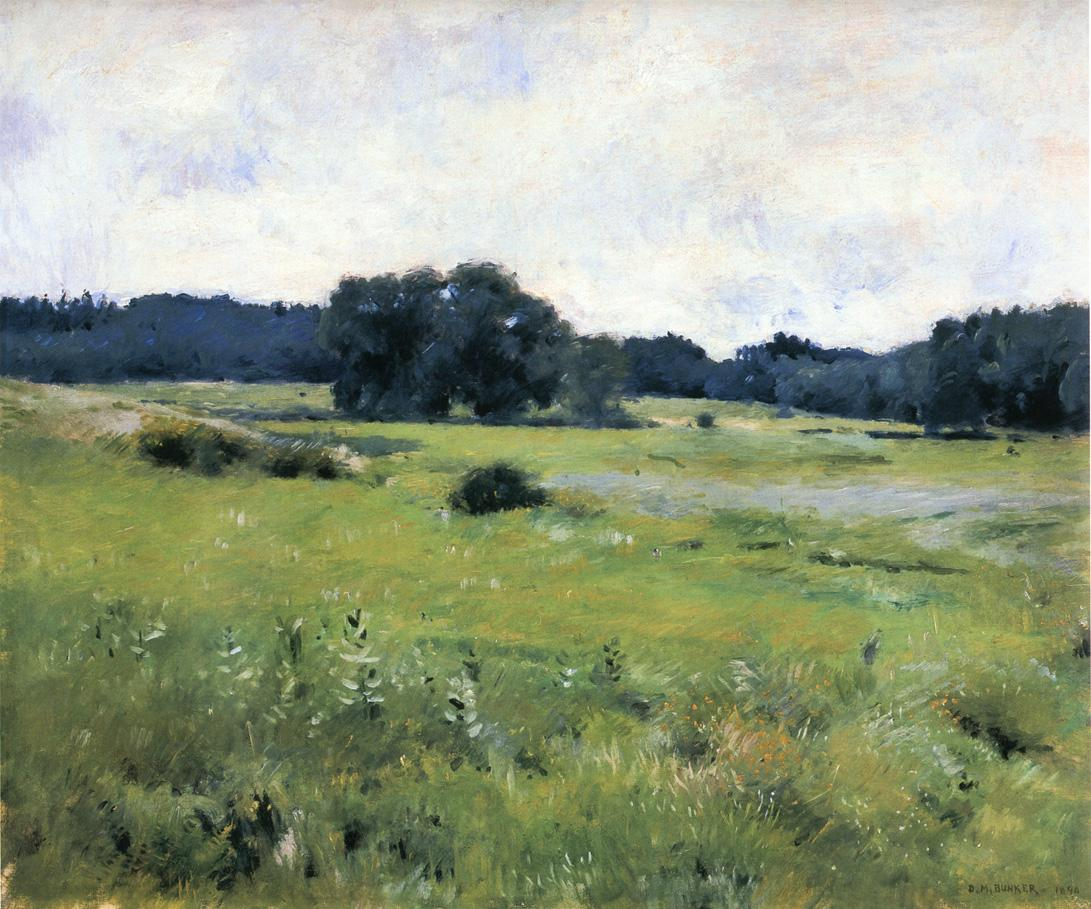
草原 (1890) ボストン美術館
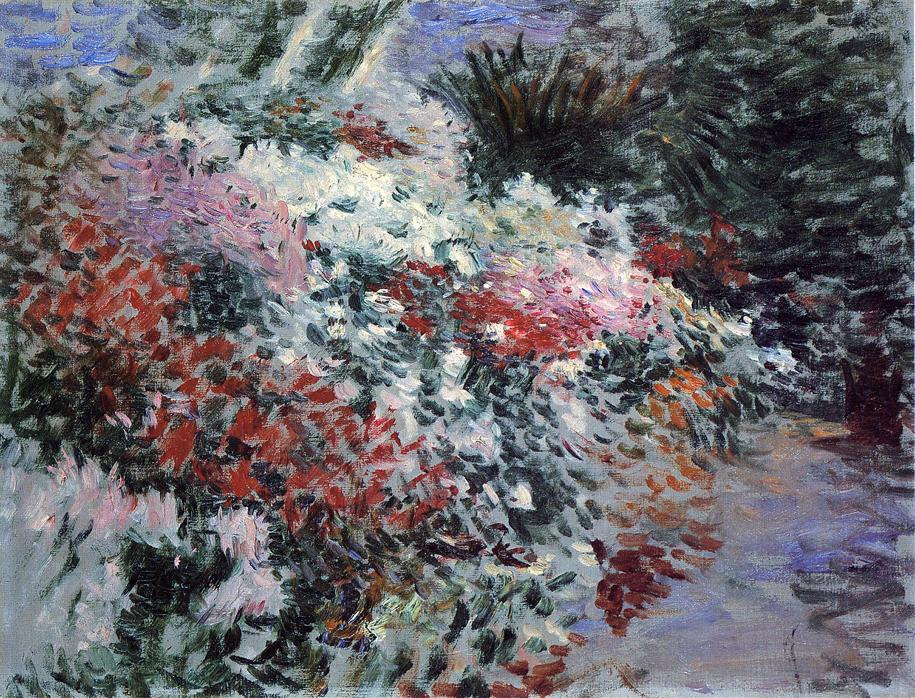
温室の中 、個人蔵
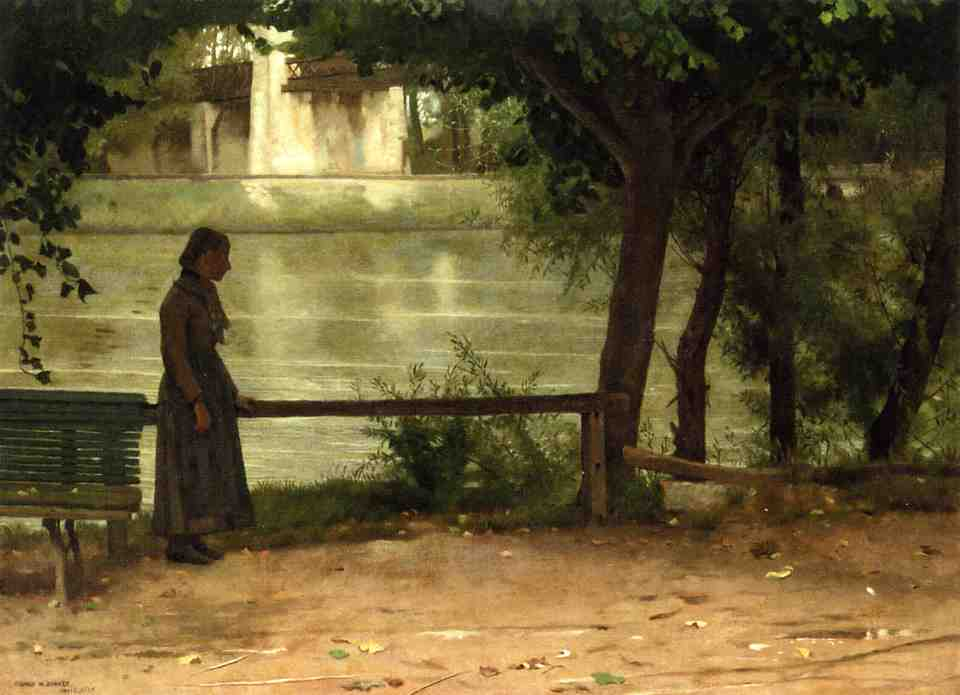
オワーズ川のほとり (1883)

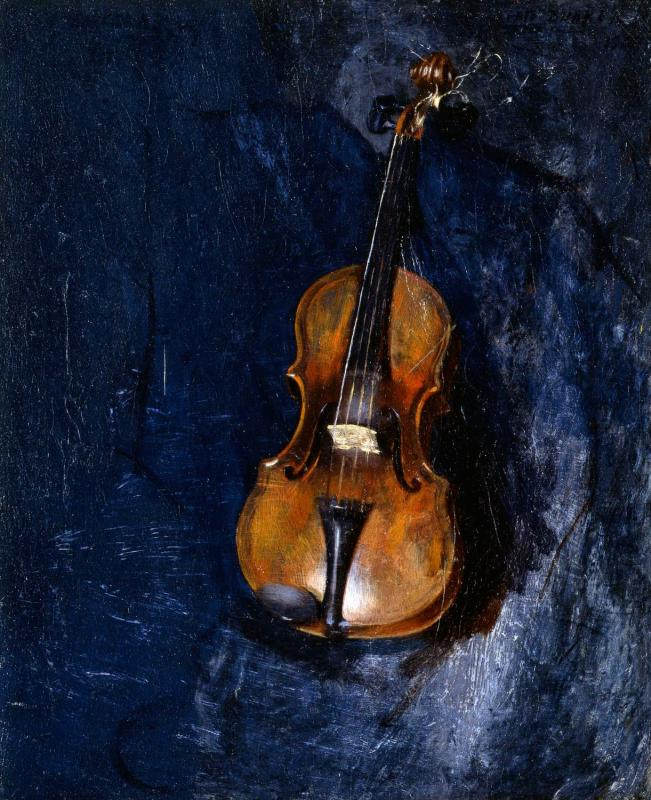
Loeffler's Violin (1889) New Britain Museum of American Art
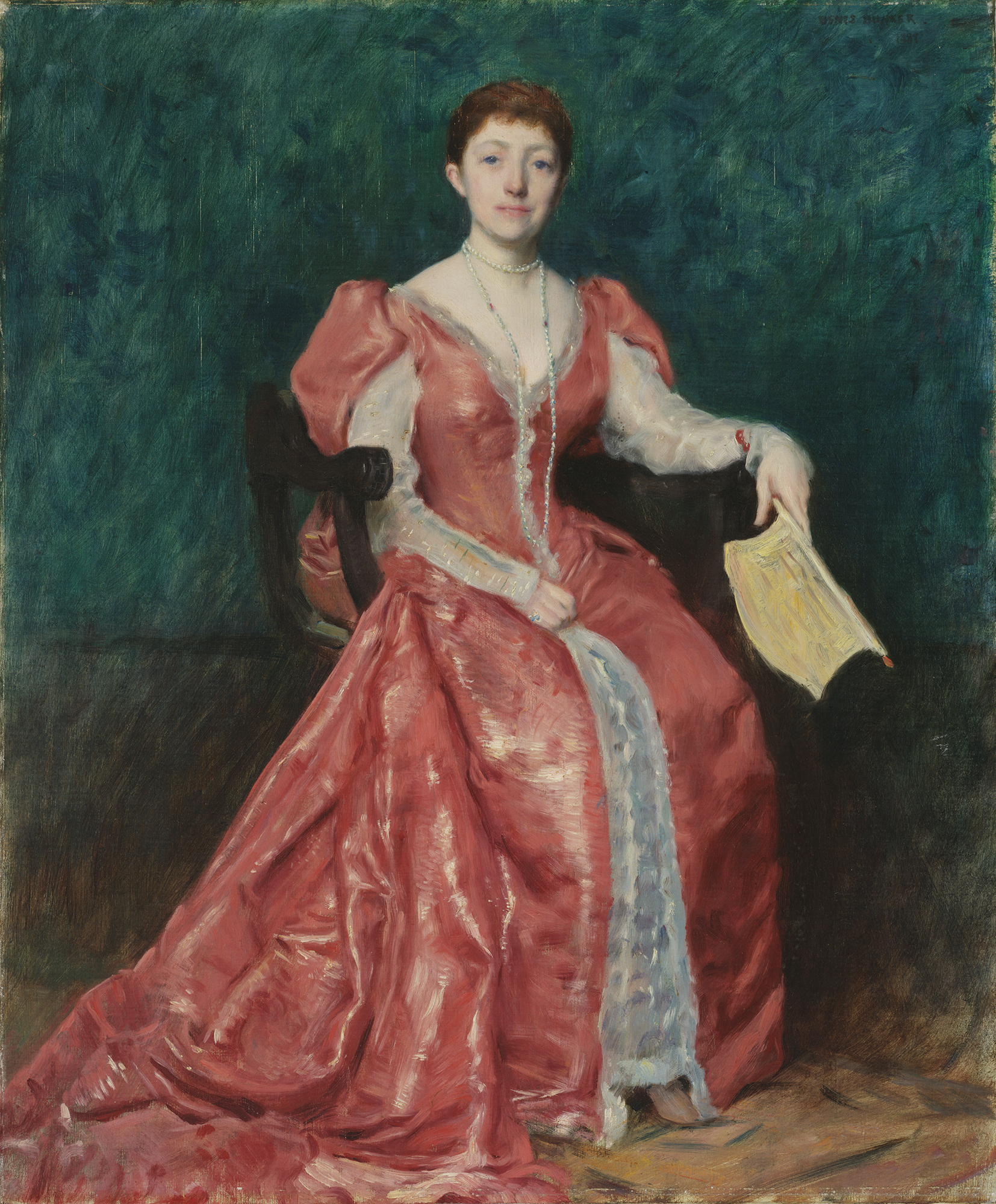
イザベラ・スチュワート・ガードナーの肖像画 イザベラ・スチュワート・ガードナー美術館
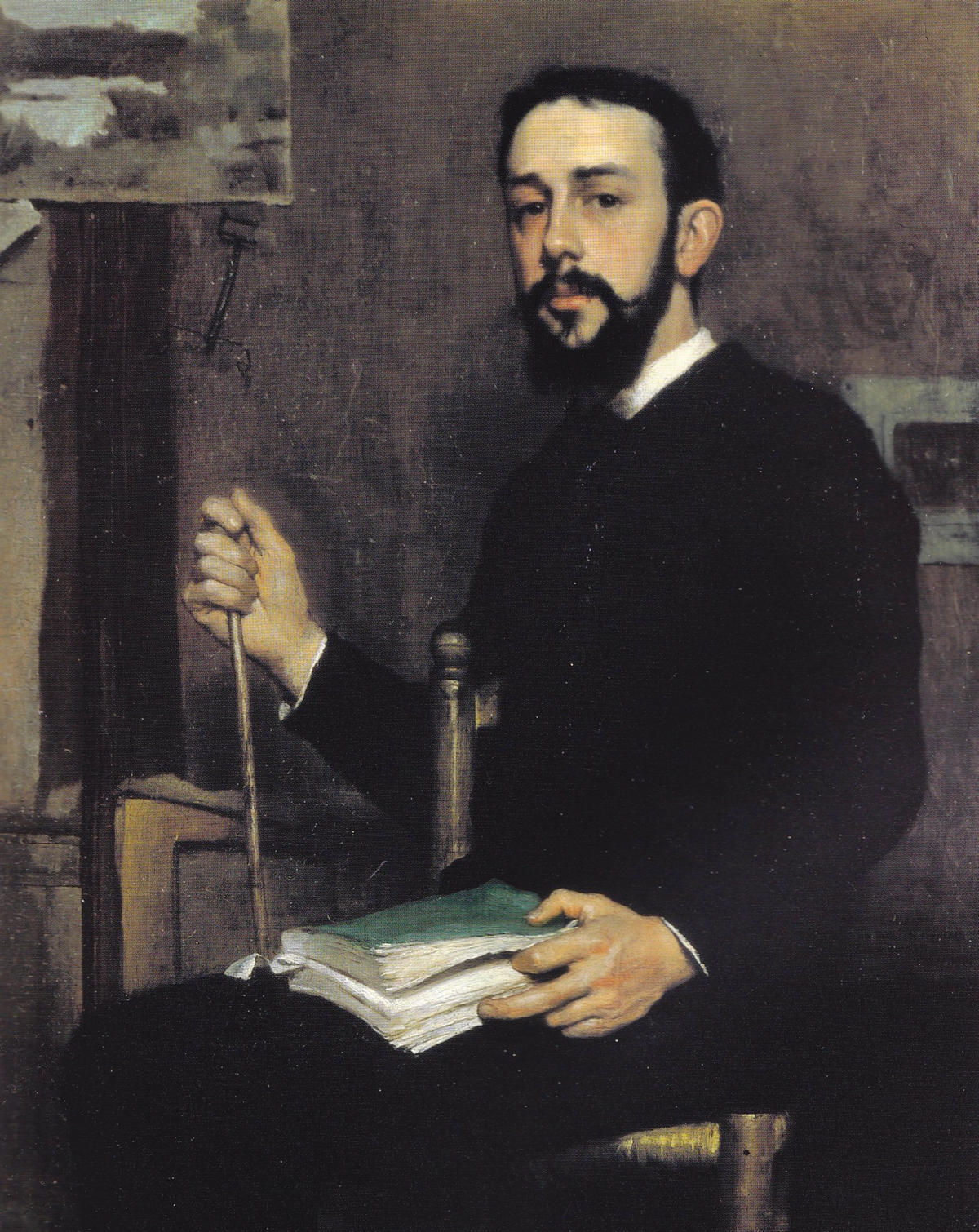
Kenneth Rylance Cranford(画家)の肖像画　(1884)
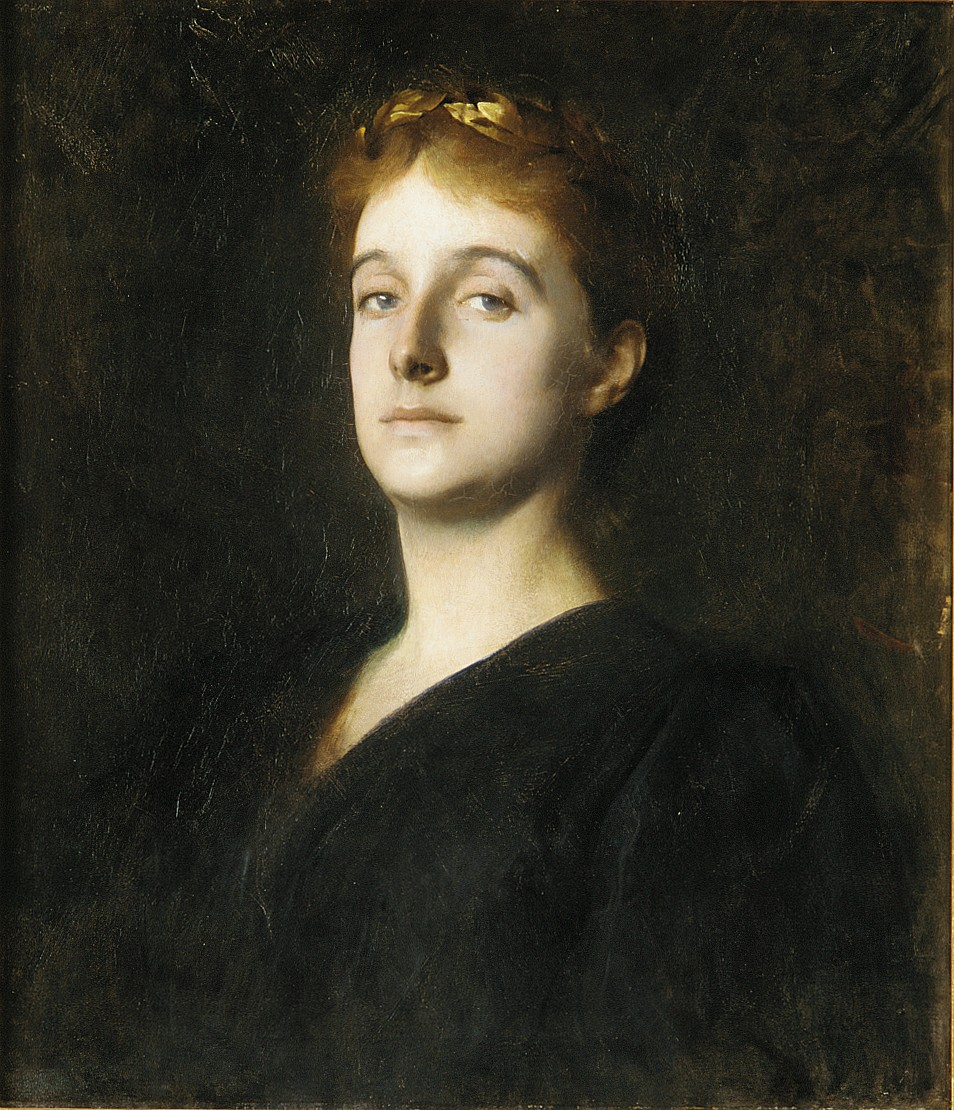
妻Eleanor Hardy Bunkerの肖像画  (1890) メトロポリタン美術館